# Cacha Duchicela
Cacha Duchicela (Quito, prima del 1463 – Atutanqui, 1487) fu il XV e ultimo sovrano (schyri) del regno di Quito (odierno Ecuador).
Figlio ed erede del sovrano precedente, di nome Hualcopo, Cacha Duchicela assunse la corona di smeraldi, emblema del regno di Quito nel 1463, proprio quando le armate vittoriose di Huayna Cápac varcavano le frontiere del suo paese, dopo che, da anni, premevano ai confini.
Di fronte alla preponderante forza dell'invasore inca, Cacha oppose una fiera resistenza, ma non poté evitare una sconfitta disastrosa, ad Atuntaqui, in cui trovò la morte. Dopo questa disfatta il regno di Quito cessò di avere una sovranità indipendente e venne conglobato nell'impero del Cuzco.
Secondo Juan de Velasco, seguito dai moderni storici dell'Ecuador, Cacha Duchicela sarebbe il padre della principessa Pacha, che sposata da Huayna Capac, avrebbe dato alla luce il principe Atahuallpa.
Questa affermazione, già opera di Garcilaso Inca de la Vega, è fortemente contestata dalla maggior parte degli specialisti di storia incaica che ritengono invece Atahuallpa nativo del Cuzco e discendente, per parte di madre, da Pachacútec, il nono sovrano della dinastia Inca.